# Еразмус фон Тойфел
Еразмус фон Тойфел (на немски: Erasmus von Teufel; † 1554, Константинопол) е офицер на служба на Хабсбургите, командир 1552 г. в Турската война.

## Живот
Той е син на Матиас Тойфел фон Гундерсдорф († 1552), господар на Кротендорф и Гундерсдорф, и съпругата му Аполония Малингер (* ок. 1483), дъщеря на Фабиан Малингер и Кристина Вакенцел. Внук е на Волфганг Тойфел († пр. 1485) и Анна Клингершпрун. Брат е на Георг Тойфел († 1578), Кристоф (1515 – 1570), и на фрайхер Андреас Тойфел цу Бокфлис (1516 – 1592).
Еразмус от млад е на военна служба на Хабсбургите. През 1529 г. той е „обрист“ при първата обсада на Виена. По-късно той е комендант на Дьор. През 1552 г. Фердинанд I го прави командир в новоизбухналата война против турците. През август 1552 г. той е победен от турците в битка в Словакия. Пленен е заедно с 4 000 войници. Той е закаран в Константинопол, където през 1554 г. по заповед на султан Сюлейман I е екзекутиран от еничарите. Той е вързан в чувал и хвърлен в Черно море.
Братята му Георг, Кристоф и Андреас слагат през 1561 г. един епитаф в църквата на Винзцендорф за брат им Еразмус.